# دنیس گرملمایر
 دنیس گرملمایر (انگلیسی: Denis Gremelmayr؛ زادهٔ ۱۶ اوت ۱۹۸۱) یک تنیس‌باز اهل آلمان است. 